# Jeunes filles en serre chaude
Jeunes filles en serre chaude est un roman publié en 1934 par Jeanne Galzy. 

## Résumé
Les protagonistes en sont des jeunes filles, élèves de l'École normale supérieure de Sèvres. L'École, dont Galzy elle-même fut élève, formait les jeunes filles au métier de professeur de l'enseignement secondaire. L'arrière plan des évènements décrits dans le livre est le 50e anniversaire de l'ouverture de l'enseignement secondaire aux jeunes filles. C'est un des nombreux textes de cette période à avoir été consacré aux expériences scolaires ou universitaires vécues par leurs auteurs.

## Thématique
Après L'Initiatrice aux mains vides (1929) et Les Démons de la solitude (1931), c'est le troisième roman de Jeanne Galzy qui explore le lesbianisme,. L'amour entre générations (entre un professeur, Gladys Benz, et une étudiante, Isabelle, raconté du point de vue d'Isabelle) est en outre une réflexion sur la propre expérience de Galzy. L'École était réputée être « un terreau propice aux relations homosexuelles » et avait déjà été le sujet d'un roman explorant le désir homosexuel, Les Sévriennes (1900) de Gabrielle Réval.

## Réception
Comme la plupart des romans de Galzy, Jeunes filles en serre chaude n'est plus lu de nos jours, bien qu'il ait attiré l’attention au moment de sa publication. Un critique notait : « Ce sont les étudiantes de l'École de Sèvres dont les cerveaux surmenés causent parfois des aberrations dangereuses ». Une note de The Modern Language Journal constatait que : « trivial but intensely human emotional reactions are realistically depicted » et le New International Year Book de 1935, que les étudiantes décrites dans le roman ont « a strong emotional reaction of an undesirable nature ». Des passages du roman figurent dans une anthologie de la littérature féminine érotique (1985).